# Anis Ben Slimane
Anis Ben Slimane (ar. أنيس بن سليمان; ur. 16 marca 2001 w Kopenhadze) – tunezyjski piłkarz grający na pozycji środkowego pomocnika. Od 2020 jest zawodnikiem klubu Brøndby IF.

## Kariera klubowa
Swoją piłkarską karierę Ben Slimane rozpoczynał w juniorach takich klubów jak: BK Vestia (2008), KB (2008-2010), FA 2000 (2010-2011), Herfølge BK (2011), B 93 (2011-2012), Brøndby IF (2012-2014), KB (2014-2015), Lyngby BK (2015) i Akademisk BK (2015-2017). W 2017 roku awansował do kadry pierwszego zespołu Akademisk BK i w latach 2017-2019 grał w nim duńskiej 2. divisjon.
W lipcu 2019 Ben Slimane przeszedł do Brøndby IF. 16 lutego 2020 zanotował w nim debiut w Superligaen w zwycięskim 2:0 domowym meczu z Odense BK. W sezonie 2020/2021 wywalczył z Brøndby mistrzostwo Danii.
| Sezon   | Klub         | Kraj  | Rozgrywki   | Mecze | Gole |
| ------- | ------------ | ----- | ----------- | ----- | ---- |
| 2017/18 | Akademisk BK | Dania | 2. divisjon | 2     | 0    |
| 2018/19 | Akademisk BK | Dania | 2. divisjon | 16    | 2    |
| 2019/20 | Brøndby IF   | Dania | Superligaen | 16    | 1    |
| 2020/21 | Brøndby IF   | Dania | Superligaen | 27    | 3    |

## Kariera reprezentacyjna
Ben Slimane grał w reprezentacji Danii U-19 i Tunezji U-20. W reprezentacji Tunezji zadebiutował 9 października 2020 w wygranym 3:0 towarzyskim meczu z Sudanem, rozegranym w Radisie. W debiucie strzelił gola. W 2022 roku został powołany do kadry na Puchar Narodów Afryki 2021. Na tym turnieju rozegrał pięć meczów: grupowe z Mali (0:1), z Mauretanią (4:0), z Gambią (0:1), w 1/8 finału z Nigerią (1:0) i ćwierćfinałowy z Burkiną Faso (0:1).